# 고베 고속 철도
고베 고속 철도 주식회사(일본어: 神戸高速鉄道株式会社, こうべこうそくてつどう)는 고베시안에 터미널을 가진 한큐 전철, 한신 전기 철도, 산요 전기 철도, 고베 전철의 노선을 직결시키기 위한 선로와 역만을 소유한 제3섹터 방식의 철도 회사로 준대규모 사철 5사 중 하나이다.

## 역사
고베시에는 게이한신 급행 전철(현재의 한큐 전철), 한신 전기 철도, 산요 전기 철도, 고베 전기 철도(현재의 고베 철도) 4사가 전쟁 이전부터 노선 직결을 실시하고 있었지만, 각각의 회사는 고베 역(산노미야), 모토마치역, 전철 효고역, 미나토가와 역과 별개의 위치에 터미널 역이 있었기 때문에 각 노선간의 직결은 사실상 고베 시덴에 맡겨야 하는 상황이 계속되고 있었다.
이 중 한신은 1934년에 산노미야로부터 모토마치를 거쳐 미나토가와에 이르는 노선 면허를 취득하여 산요아카시 역으로부터 별도위 선로로 주천에 이르는 노선 계획을 세우고 있었고, 완성되면 고베 전철을 포함한 3사가 같은 지역에 대해 직결하는 것이 가능하게 될 터였지만, 자재 및 예산 문제, 거기에 전시 상황 중에서 한신의 산노미야 - 모토마치간을 제외한 모든 노선의 건설은 취소되었다.
전쟁 후, 1950년대의 부흥 계획 중에서 고베 시덴의 대체를 겸해 이 4사를 직결하는 지하 철도의 부설 계획이 부상했다. 이것이 구체화된 것은 1950년대이며, 1958년에 고베 고속 철도의 설립으로 직결되었다. 또한, 고베 고속 철도의 설립과 함께 계획 취소 후에도 상기의 면허를 보유하고 있던 한신·산요는 그것을 실행시켜, 한큐와 고베 전철을 포함한 4사는 고베 고속 철도의 노선에 직결하는 것을 결정할 수 있었다.
이 중 산요에 관해서는 전철 효고 - 오사다간에 병용 궤도가 남아있던 적도 있어, 니시다이 동쪽 구간을 폐선시킴으로써 거기에서 지하의 고베 고속 철도 노선에 노선 직결을 실시하게 되었다. 또 한신은 주천 연신 계획으로 모토마치를 통과역 구조로 하고 있었기 때문에 그대로 노선 직결 공사를 할 수 있었지만, 한큐와 고베 전철은 상대식 승강장 사용하고 있었기 때문에 전자에서는 역의 관통 구조화, 후자에서는 선로 변환에 의한 지상역(터널내)에서 지하역에의 이전 공사를 했다.
또, 궤간이 타사와 달라 당초에 고베 고속 철도 이외의 노선 직결을 할 계획이 없었던 고베 전철은 포기하고, 한큐·한신·산요 3사는 고베 고속 철도를 개입시켜 상호 직결 운행을 실시하도록 되어 있었지만, 산요 전기 철도가 전쟁 후 곧 직류 600V로부터 1500V로 전압을 높이는 공사를 실시한 것에 비하여 한큐과 한신은 전쟁 후에도 당분간 직류 600V 전철화로 운영되고 있었다. 그 때문에 당초에는 도자이 선의 고속 고베 - 신가이치간에 1500V·600V를 연결한 절연 구간을 설치해 복전압차만이 직결을 하는 방안이 검토되고 있었지만, 최종적으로는 한큐·한신이 1500V로의 전압을 높이는 것으로 결정되었다. 전자는 1967년 10월 8일, 후자는 같은해 11월 12일에 그것을 실시하였다.
- 1958년 10월 2일: 고베 고속 철도 설립.
- 1968년 4월 7일: 도자이 선·난보쿠 선이 개통됨. 한큐 전철·한신 전철·산요 전철이 도자이 선으로의 노선 직결을 통해서 상호 직결 운행이 시작됨. 고베 전철이 난보쿠 선에 노선 직결을 시작함.
- 1987년 4월 1일: 철도 사업법 시행. 동법 부칙 제3조 제6 - 10항의 경과 규정에 근거해 「종전의 예」인 채로 영업을 계속.
- 1988년 4월 1일: 제3섹터 영업 개시. 한큐 전철·한신 전철·산요 전철·고베 전철이 제2종 철도 사업 영업 개시. 다만 한큐 전철·한신 전철·산요 전철·고베 전철이 역 업무를 고베 고속 철도에 위탁하였기 때문에 실질적으로 영업 형태의 변화는 없음.
- 1999년 10월 1일: 스룻토 KANSAI와 페어 라이드 시스템(Fare ride system)을 도입.
- 2002년 4월 1일: 호쿠신 급행 전철로부터 호쿠신 선의 철도 시설을 양도받아 그 노선의 제3섹터 사업자가 된다.
- 2006년 7월 1일: 산요 전철, 고베 신교통과 함께 PiTaPa를 도입함(KOBE PiTaPa 카드를 공동으로 발행).

## 보유 노선
- 도자이 선

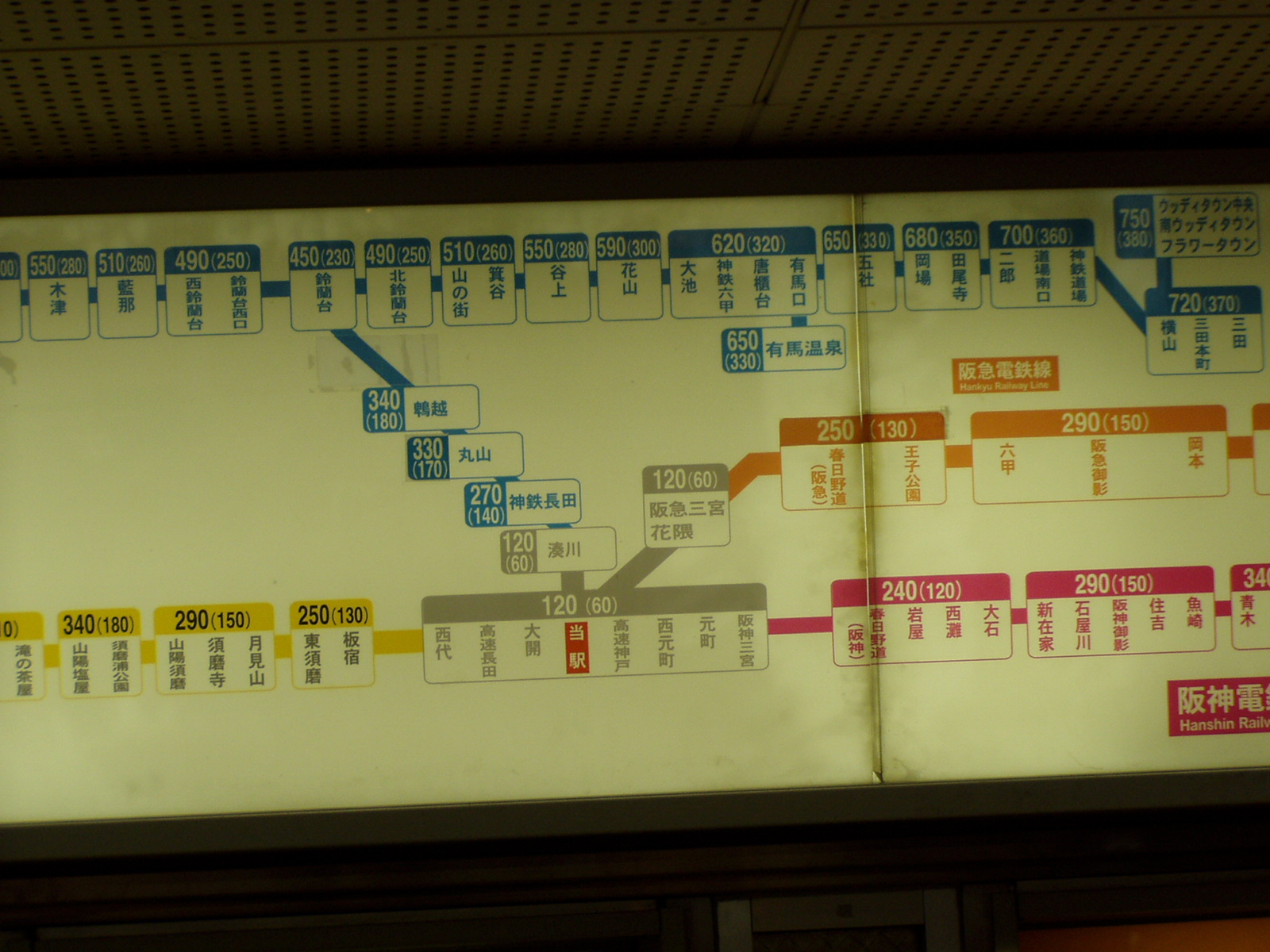
고베 고속 철도 노선도(회색 노선)

  - 산요 니시다이 역 - 한큐 산노미야 역간 5.7 km
  - 고속 고베역 - 한신모토마치역간 1.5 km
- 난보쿠 선
  - 신가이치 역 - 고베 전철 미나토가와 역간 0.4 km
- 호쿠신 급행 전철 호쿠신 선
  - 신코베역 - 타니가미 역간 7.5 km
- 한신 전기 철도 본선
  - 이와야 역(역 시설만)
  - 가스가노도 역(역 시설만 보유)
  - 아마가사키 역(역 시설만 보유)
- 산요 전기 철도 본선
  - 메이코코겐 역(역 시설만 보유)

## 특징
고베시가 40%, 노선 직결 4회사(한큐·한신·산요·고베 전철)가 합계 40% 출자하는 제3섹터 방식의 철도 회사이다.
노선 직결 4회사 안에서 우열이 생기지 않게, 특별히 도자이 선에 노선을 직결하는 3사에 대해서는 10.7%보유로 맞춰지고 있었으나, 2006년 10월 1일부터 같은 그룹 소속의 한큐 전철·한신 전기 철도 경영 통합으로 한큐 한신 홀딩스(한큐 한신 HD)가 21.4%(완전 자회사가 된 한신 전기 철도가 보유한 10.7%,한큐 한신 HD가 보유한 10.7%)의 주식을 보유하게 되어 20%를 넘은 것으로 지분법이 적용되어 한큐 한신 도호 그룹의 기업으로서 평가 받게 되었다. 그 후, 한큐 한신 HD, 한큐 전철, 한신 전기 철도, 산요 전기 철도의 4사간에 보유율 조정이 이루어져 한큐 한신 HD의 지분법 적용 회사로부터 나가는 것과 동시에 한큐 한신 도호 그룹으로부터도 나가 현재에 이른다.
다만, 한큐·한신 경영 통합 이전부터 스룻토 KANSAI 도입시에 한큐의 「라가르카드」가 채용되는 등, 전혀 우열이 생기지 않았다고 말할 수 없다. 그리고, 산요 전기 철도의 가장 큰 주주가 한신 전기 철도인 것, 고베 전철이 한큐 한신 홀딩스 그룹의 기업인 것도 고려하면 노선 직결 4사는 모두 한큐 한신 홀딩스의 영향을 받고 있는 것이다.
그렇지만 노선 직결 4사가 가지는 고베 고속 철도의 주식수를 모두 더하여도 고베 시가 가지는 고베 고속 철도의 주식수와 같은 양이며, 결코 고베 고속 철도 자체가 한큐 한신 홀딩스의 산하에 있는 것은 아니다.
자사 보유 차량은 없고, 또 승무원도 없기 때문에 한큐·한신·산요·고베 전철 각사의 차량과 승무원까지 그대로 노선에 투입시키고 있다. 선로나 역만을 보유하는 철도 회사는 당시로서는 드문 타입으로써, 거의 대부분의 구간이 터널이기 때문에 「터널 회사」라고만 불리기도 한다. 또 「고베 고액 철도」(이유는 운임을 참조)나 「고베 저속 철도」라는 별칭도 갖고 있다. 다만, 이 경우에 있어서의 「고속 철도」의 의미는 도시 교통에 대해 시내 전철(노면 전차)과 비교하여 이것을 대체하는 것으로, 도시 고속 철도 라는 개념이 있어 고베 시덴을 대체하는 역할을 담당하고 있기 때문에 그러한 명칭이 된 것이다(고베 시의 제3 섹터가 된 원인이다).
오늘날 고베 고속 철도와 비교되는 것이 많은 고베 시 교통국 지하철 세이신·야마테 선은 당시 구체적인 계획은 없고, 또 당시의 일본국유철도의 산요 본선(현재의 JR 고베 선)은 장거리 수송의 역할이 강한 노선이어서 고베 시내 수송에 대해 지금 정도의 존재감을 보일 수 없었다.
고베 대지진 이후로 경영적인 관점으로부터 호쿠신 급행 전철에 철도 시설을 양도받거나 대규모 개량 공사를 실시하는 관련 철도 회사의 철도역을 양도받고 있다. 특히 후자의 경우는 국토교통성으로부터 개량 공사비용의 보조(철도역 종합 개선 사업비 보조나 간선철도등 활성화 사업비 보조)를 받으려는 하는 목적이 있다. 그 움직임은 고베 시외의 한신 아마가사키 역에도 미치고 있다.
지방 자치 단체인 고베시가 고베 고속 철도 발행 주식의 40%를 보유하고 있고, 고베 시 산하의 고베 시 교통국이 고베 고속 철도의 전구간에 있어서 경쟁중인 고베 시영 지하철을 경영하는 현재의 상황으로서 고베 고속 철도 자체가 크게 변화하는 것은 생각하기 어렵지만, 노선 직결 4사가 제공하는 시각표에 의한 수익 확대나, 바리어 프리화에 맞추어 역의 개량 공사를 실시하는 것으로 보조금을 잘 활용한 서비스 개선책(구체적으로는, 오스트 메이트 대응화장실의 설치에 맞추어 화장실 전체의 리뉴얼을 실시할 수 있었던 고속 고베 역) 등, 나름 고심한 대처가 있었다.
덧붙여 고베 시는 2009년 봄을 목표로 현재 소유하고 있는 고베 고속 철도의 주식을 한큐 한신 홀딩스를 중심으로 하는 사철 그룹에 양도해 운영을 맡기는 것으로 협의를 진행 중이라고 밝히고 있다.

## 운임
어른 보통 여객 운임(어린이는 반액).2004년 12월 1일 기준.
| （한큐）산노미야 |          |                  |              |           |          |                         |          |             |                  |
| 120              | 하나쿠마 |                  |              |           |          |                         |          |             |                  |
| 150              | 120      | （한신）모토마치 |              |           |          |                         |          |             |                  |
| 120              | 120      | 120              | 니시모토마치 |           |          |                         |          |             |                  |
| 120              | 120      | 120              | 120          | 고속 고베 |          |                         |          |             |                  |
| 120              | 120      | 120              | 120          | 120       | 신가이치 |                         |          |             |                  |
| 150              | 120      | 120              | 120          | 120       | 120      | （고베 전철）미나토가와 |          |             |                  |
| 150              | 120      | 150              | 120          | 120       | 120      | 120                     | 오히라키 |             |                  |
| 150              | 150      | 150              | 150          | 120       | 120      | 120                     | 120      | 고속 오사다 |                  |
| 150              | 150      | 150              | 150          | 150       | 120      | 150                     | 120      | 120         | （산요）니시다이 |

※호쿠신 선은 따로 참조.
한신 노선의 각 역과 고베 고속선의 경계는 모토마치역이지만, 직결 운임은 한큐 산노미야 역을 경계로 하여 각 회사의 운임을 합산 한다.
고베 고속선내만의 이용이면 싸게 탈수 있지만, 다른 노선으로부터 연속해 이용하는 것을 생각하면 비교적 비싸게 되어 버린다는 단점이 있다. 그것을 피하기 위하여 일반적인 승계할인이나, 고베 시내 상호간 이동을 고려한 고베 시내 할인, 또 고베 전철로부터 한큐·한신에 갈아탈 때의 운임 상승 회피를 위한 미나토가와 특구라는 각종 할인 제도를 도입하고 있다.
그러나 할인액이 개통 당초부터 큰 변경이 없고, 지금도 할인을 실감하기 어렵게 느껴지는 것도 많이 지적되고 있다.

## 참고 사항
고베 고속 철도 설립의 주 목적이야말로 사철 4사의 직결이었지만, 고베 시덴의 수요를 고속 철도로 대체 하는 기능도 겸하고 있어 도자이 선은 효고 역앞 - 고베 역앞간의 대체(산요 전기 철도의 병용 궤도 구간 대체도 포함), 난보쿠 선은 신가이치 - 미나토가와 공원 간의 대체라는 면도 있어 고베시가 경영에 적극적으로 관여하는 이유가 되고 있었다. 덧붙여서 고베 지하철 야마테 선은 고베 시덴 가미사와 선·야마노테 선의 대체로, 고베 지하철 세이신 선은 고베 시덴 다카마쓰 선·에이마치 선의 대체로 취급되고 있다.